# ケリー・クレッチマン

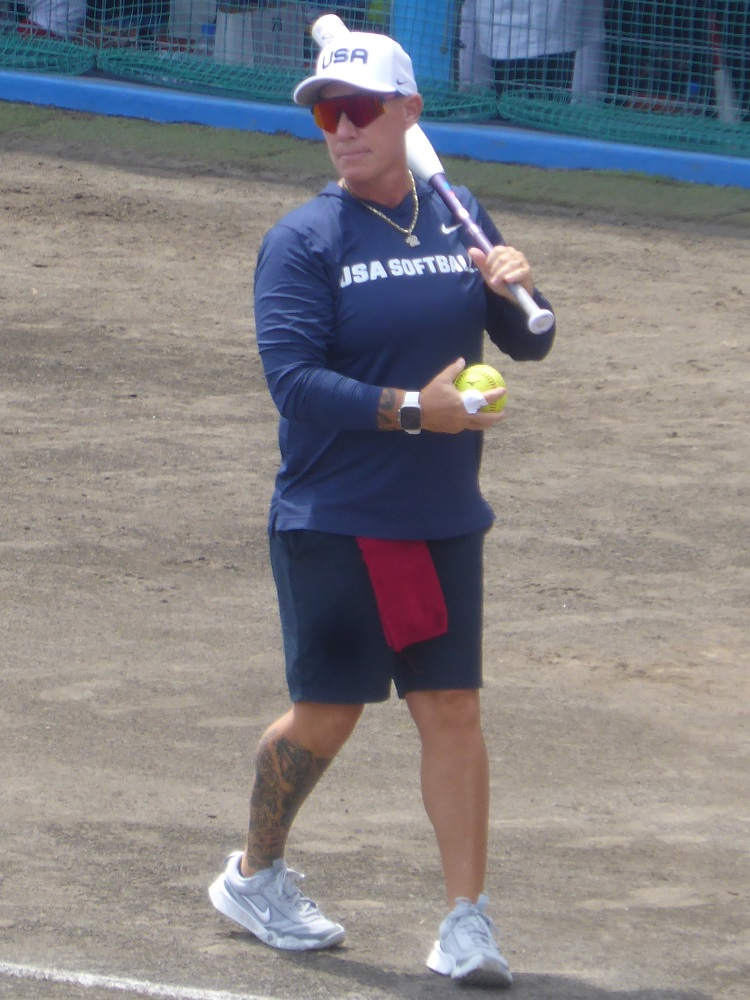
日米対抗ソフトボールのアメリカ代表ヘッドコーチとして (2024年7月6日 富士山スタジアム)

ケリー・クレッチマン（Kelly Kretschman、1979年8月26日 - ）は、アメリカ合衆国フロリダ州インディアン・ハーバー・ビーチ出身の女子ソフトボール選手（外野手）。右投右打。
打撃を得意としており、アラバマ大学（アラバマ・クリムゾンタイド）在籍中に通算打点歴代2位、安打数5位、長打率が7位の記録を残した。2004年のアテネオリンピックでは打率.333、1本塁打、5打点、2008年の北京オリンピックでも打率.348、1本塁打、6打点と2回のオリンピックにおいて打撃で貢献している。北京オリンピックの決勝で敗退した後、ホームベースにスパイクを残し、タイリア・フラワーズと共に引退を表明した。
日本リーグでのプレー経験もあり、2018年・2019年にはデンソーブライトペガサスに、2020年には戸田中央総合病院メディックスに所属していた。
彼女はレズビアンで、パートナーのアリー・カーダも女子ソフトボール選手である。

## 詳細情報

### 背番号
- 12（2018 - 2020）